# Planinska hrapavica
Planinska hrapavica (lat. Achnatherum calamagrostis), trajnica iz porodice trava. Raširena je po Europi, Maroku i Aziji (od srednje Azije do Sibira. Jedini je prredstavnik roda hrapavica koji raste i u Hrvatskoj, primjerice na siparu kod Crvenog jezera, gdje raste uz kiselicu točilarku (Rumex scutatus) i Nacionalnom Parku Krka. Obje ove biljke sposobne su se korijenjem usidriti u nestabilan supstrat kamenjarskog točila.

## Sinonimi
- Achnatherum argenteum (DC.) P.Beauv.
- Achnatherum calamagrostis var. colorata (Pančić) Niketić
- Achnatherum calamagrostis subsp. mesatlasicum (Quézel) Dobignard
- Achnatherum halleri (Willd.) P.Beauv.
- Achnatherum mesatlasicum (Quézel) Ibn Tattou
- Agrostis argentea Lam.
- Agrostis calamagrostis L.
- Arundo argentea (DC.) Clairv.
- Arundo halleri Willd.
- Arundo neglecta Ehrh.
- Arundo speciosa Schrad.
- Calamagrostis argentea DC.
- Calamagrostis argentea subsp. mesatlasica Quézel
- Calamagrostis arundo J.F.Gmel.
- Calamagrostis conspicua Bergeret
- Calamagrostis halleri (Willd.) Brand
- Calamagrostis leersii Trin. ex Steud.
- Calamagrostis leucantha Delile ex Steud.
- Calamagrostis neglecta G.Gaertn., B.Mey. & Schreb.
- Calamagrostis speciosa (Schrad.) Host
- Deyeuxia neglecta Kunth
- Lasiagrostis calamagrostis (L.) Link
- Lasiagrostis calamagrostis var. colorata Pančić
- Stipa calamagrostis (L.) Wahlenb.
- Stipa lasiagrostis G.Nicholson
- Streptachne calamagrostis (L.) Dumort.